# فران بو
فران بو (Fran Bow)؛ هي لعبة فيديو مغامرات خيالية مظلمة مستقلة ذات طابع الرعب القوطية القوي. تم تطويره ونشره بواسطة Killmonday Games في عام 2015.

## أسلوب اللعب
مثل ألعاب المغامرات الأخرى، تتضمن اللعبة البحث عن كائنات مختلفة في عالم اللعبة من أجل الجمع بينها واستخدامها لحل الألغاز، والتحدث مع العديد من الشخصيات لمعرفة المزيد عن العالم وكيفية التقدم. في مشهد واحد، يتحكم اللاعب في قط بطل الرواية. بالإضافة إلى ذلك، يتكون جزء صغير من فران بو من ألعاب مصغرة ضمن السرد الأوسع الذي يمثل تحديات منطقية أكثر تعقيدًا.

## القصة
في عام 1944، تحكي اللعبة قصة فران، وهي فتاة تبلغ من العمر عشر سنوات تعاني من مرض عقلي بعد أن شهدت مقتل والديها. بعد العثور عليها وحدها في الغابة، تم قبول فران في ملجأ أوسولد Oswald Asylum وفصلت عن قطتها السوداء وصديقها الوحيد، السيد ميدنايت Midnight. تحت رعاية الطبيب النفسي الدكتور مارسيل ديرن، تأخذ فران حبوب منع الحمل. تسبب الأقراص الهلوسة الحادة لواقعية متوازنة، وتملأ ملجأ أوسولد بمسحات من الدم، والرسائل الغامضة، والتعذيب المروع، وأبحاث الإنسان في علم النفس وعلم الأعصاب، وغيرها من كائنات الظل العالمية. بعد أن دفعت فران إلى الهروب من سجنها، وعثرت على قطتها، وعادت إلى منزلها، فإنها تمر في هذا العالم الآخر. ما زالت تبحث عن تفسير لقتل والديها، تجد فران نفسها تتحول إلى شجرة في عالم يسمى إثيرستا، الأرض التي تعيش فيها الخضروات والجذور في وئام. بعد مغادرة إثيرستا، واجهت مخلوق عظمي عملاق اسمه إيتوارد يساعد فران في بحثها عن قطتها.
طوال اللعبة، تواجه فران شخصيات أخرى والصدمة النفسية والبقاء على قيد الحياة من إساءة معاملة الأهل والأخصائيين الطبيين، وتعلم معنى العيش بين كائنات بشرية وروحية أخرى.

## التطوير
تم تطوير فران بو بواسطة استوديو Killmonday Games السويدي، المؤلف من ناتاليا مارتينسون وإيزاك مارتينسون. تتضمن حبكة اللعبة عناصر من السيرة الذاتية لحياة ناتاليا، ووصفت عملية إنشاء اللعبة بأنها علاجية. تم تمويل اللعبة جزئيًا من خلال حملة التمويل الجماعي إنديجوجو، حيث جمعت 28,295 دولارًا في أغسطس 2013. تم إصدار اللعبة لمنصات سطح المكتب في 2015، وتبعت إصدارات الهاتف المحمول في عام 2016.

## الإستقبال
بيعت فران بو 10.000 نسخة في شهره الأول. تلقت اللعبة درجة 70/100 على موقع تجميع التعليقات ميتاكريتيك مما يشير إلى استجابة مختلطة. أعطى آدم سميث، الذي يكتب في روك ، بيبر ، شوتجون ، اللعبة مراجعة إيجابية، واصفا إياها بأنها لعبة «تقع إلى جانب أليس في بلاد العجائب - خيالية، غريبة، مزعجة، ذكية ومليئة بإحساس نادر وناعم بالأمل». شعر سميث ومع ذلك، أن بعض خيوط المؤامرة لم تنته بشكل مرض. جويل كوتور، في مقال في جاماسوترا استخدم فران بو لمناقشة مزايا النهاية الغامضة، ورد فيجويروا بأنها تفضل «إعطاء الإجابات بطريقة مجازية»، مما يسمح للاعبين بتفسير تلك الإشارات من خلال تجاربهم في الحياة.

## روابط خارجية
- فران بو على موقع Google Play (الإنجليزية)
- فران بو على موقع IMDb (الإنجليزية)
- الموقع الرسمي